# Ampulex micado
Ampulex micado är en  stekelart som beskrevs av Cameron 1905. Ampulex micado ingår i släktet Ampulex och familjen Ampulicidae. Inga underarter finns listade i Catalogue of Life.